# مجدي القاضي
مجدي القاضي(27 أكتوبر 1958) ممثل و مخرج سعودي دخل المجال الفني عام 1987 و مازال مستمر فيه .

## أعماله
- 1987: فردوس الكلمات.
- 1991: حكايات طريف.
- 1993: طاش ما طاش.
- 1996: عودة الفارس.
- 1997: طريق الشوك.
- 1997: أضحك وأبكي.
- 1998: طاش ما طاش 6.
- 1999: نساء صغيرات.
- 1999: عائلة خاصة جدا.
- 1999: طاش ما طاش 7.
- 2000: خلف خلاف.
- 2001: قلوب من ورق.
- 2002: طاش ما طاش 10.
- 2003: طاش ما طاش 11.
- 2005: عائلة معجب العربية.
- 2006: أبو شلاخ البرمائي.
- 2007: عمشة بنت عماش.
- 2007: طاش ما طاش 15.
- 2008: مزنة آند فاميلي.
- 2008: جاري يا حمودة.
- 2010: في بيتنا غشنة.
- 2010: بيني وبينك 4.
- 2011: غشمشم 6.
- 2011: سكتم بكتم 2.
- 2013: أهل البلد.
- 2016: حارة الشيخ.
- 2019: سريع سريع.
- 2024: حوجن.

## أخراج
- حسن وعزة (1994)
- سي بي إم(2003)
- عودة الطيور(1999)
- مرزوق في رمضان (1996)
- خط البداية(1997)
- الزمن دوار  (1997)
- مشعل وسلمان(1997)
- برامج مباشرة و مسجلة لاكثر ٢٠ سنة
- مهرجانات و احتفالات وطنية سعودية
- كلبات وفيديوهات غنائية